# 孫祥 (正統進士)
孫祥（1418年—1449年 †），字廷瑞，山西大同府大同縣人，軍籍。明朝政治人物。同進士出身。

## 生平
山西鄉試第十五名。正統十年（1445年）乙丑科會試第五十三名，殿試登進士第三甲第四十二名，登進士，授兵科給事中，擢右副都御史，守衛紫荊關。正統十四年（1449年），土木之變後，瓦剌首領也先帥大軍進攻關口，都指揮韓青戰死，祥堅守四日。也先改由間道進入，夾擊攻破。孫祥在巷戰督兵，兵敗陣亡。言官誤劾孫祥棄城而逃。也先退軍后，有司重修關墻時，在戰地發現其遺體，并焚燒掩埋，沒有上報。其弟孫祺詣闕言冤，景帝詔恤其家。
曾祖父孫仲禮。祖父孫成。父亲孫弘。